# Fading Shades
Fading Shades este al șaselea album de studio al cântăreței germane Sandra. A fost lansat în 1995.

## Lista melodiilor
1. "Fading Shades" (Partea 1) (Gad) — 1:02
2. "Nights in White Satin" (Justin Hayward) — 4:33
3. "Son of a Time Machine" (Gad - Cretu/Hirschburger) — 5:01
4. "Won't Run Away" (Gad - Gad/Hirschburger) — 4:14
5. "Tell Me More" (Gad - Gad/Hirschburger) — 3:15
6. "Will You Whisper" (Gad - Hirschburger) — 4:13
7. "Invisible Shelter" (Gad - Cretu/Hirschburger) — 5:20
8. "You Are So Beautiful" (Gad - Gad/Hirschburger) — 4:38
9. "I Need Love '95" (Cretu - Cretu/Hirschburger) — 3:28
10. "First Lullaby" (Cretu/Gad - Cretu/Hirschburger) — 4:20
11. "Fading Shades" (Partea 2) (Gad) — 1:06